# Rhinoleucophenga bezzii
Rhinoleucophenga bezzii är en tvåvingeart som beskrevs av Oswald Duda 1927. Rhinoleucophenga bezzii ingår i släktet Rhinoleucophenga och familjen daggflugor.
Artens utbredningsområde är Costa Rica. Inga underarter finns listade i Catalogue of Life.